# Angela Schirò
Angela Schirò (* 5. April 1985 in Gernsbach) ist eine deutsch-italienische Politikerin.
Im März 2018 zog die in Karlsruhe lebende Gymnasiallehrerin im Auslandswahlkreis „Europa“ für den Partito Democratico als Abgeordnete in die Abgeordnetenkammer des italienischen Parlaments ein und gehörte somit der XVIII. Legislaturperiode an. Mit deren Ablauf im Oktober 2022 endete ihre Mitgliedschaft im italienischen Parlament. 
Sie ist ebenfalls Mitglied der SPD in Karlsruhe.

## Ausbildung
Nach dem Abitur in Gernsbach absolvierte Angela Schirò ein Lehramtsstudium an der Albert-Ludwigs-Universität Freiburg. Ihr Auslandssemester führte sie im Rahmen des Erasmus-Programms nach Rom und Murcia. Diese Auslandserfahrung bestärkte ihre proeuropäische Haltung.

## Beruf
Das Lehramtsreferendariat schloss Angela Schirò erfolgreich ab und erhielt den Status „Beamter auf Lebenszeit“. Bis Anfang 2018 unterrichtete sie an der Fritz-Erler-Schule in Pforzheim die Schulfächer Italienisch, Spanisch, Geschichte und Gemeinschaftskunde.

## Politik
Bereits im Mai 2016 hatte sie zusammen mit anderen Interessierten den Ortsverein PD Karlsruhe gegründet. Für die im März 2018 angesetzte Parlamentswahl wurde Angela Schirò als einzige deutsche Kandidatin  in die parteiinterne Vorschlagsliste für den Auslandswahlkreis „Europa“ aufgenommen. Die schließlich acht-platzierte Kandidatin erreichte den zweiten Platz hinter dem Spitzenkandidaten Massimo Ungaro (PD London). Entgegen dem Trend in Italien erzielte die PD im Auslandswahlkreis „Europa“ ein gutes Wahlergebnis, sodass insgesamt zwei Kandidaten der Partei in die italienische Abgeordnetenkammer einzogen.

## Engagement
Angela Schirò engagierte sich während des Höhepunkts der Flüchtlingskrise aktiv. Sie unterstützte ab 2015 ein lokales Flüchtlingsprojekt namens Freedom Skaters.
Die Geflüchteten hielten sich in der Regel nur wenige Wochen in der Karlsruher Landeserstaufnahmeeinrichtung für Flüchtlinge auf und wurden danach in andere Städte weitergeleitet. Ihr war es wichtig, vor allem den jüngeren Kindern während dieser Zeit eine Freizeitaktivität anzubieten, die Freude bereitet und von den Ängsten und Nöten ablenkt.